# Warsaw Spire
O Warsaw Spire é um complexo de edifícios de escritórios neomodernos em Varsóvia, Polônia, construído pela desenvolvedora imobiliária belga Ghelamco.

## Características

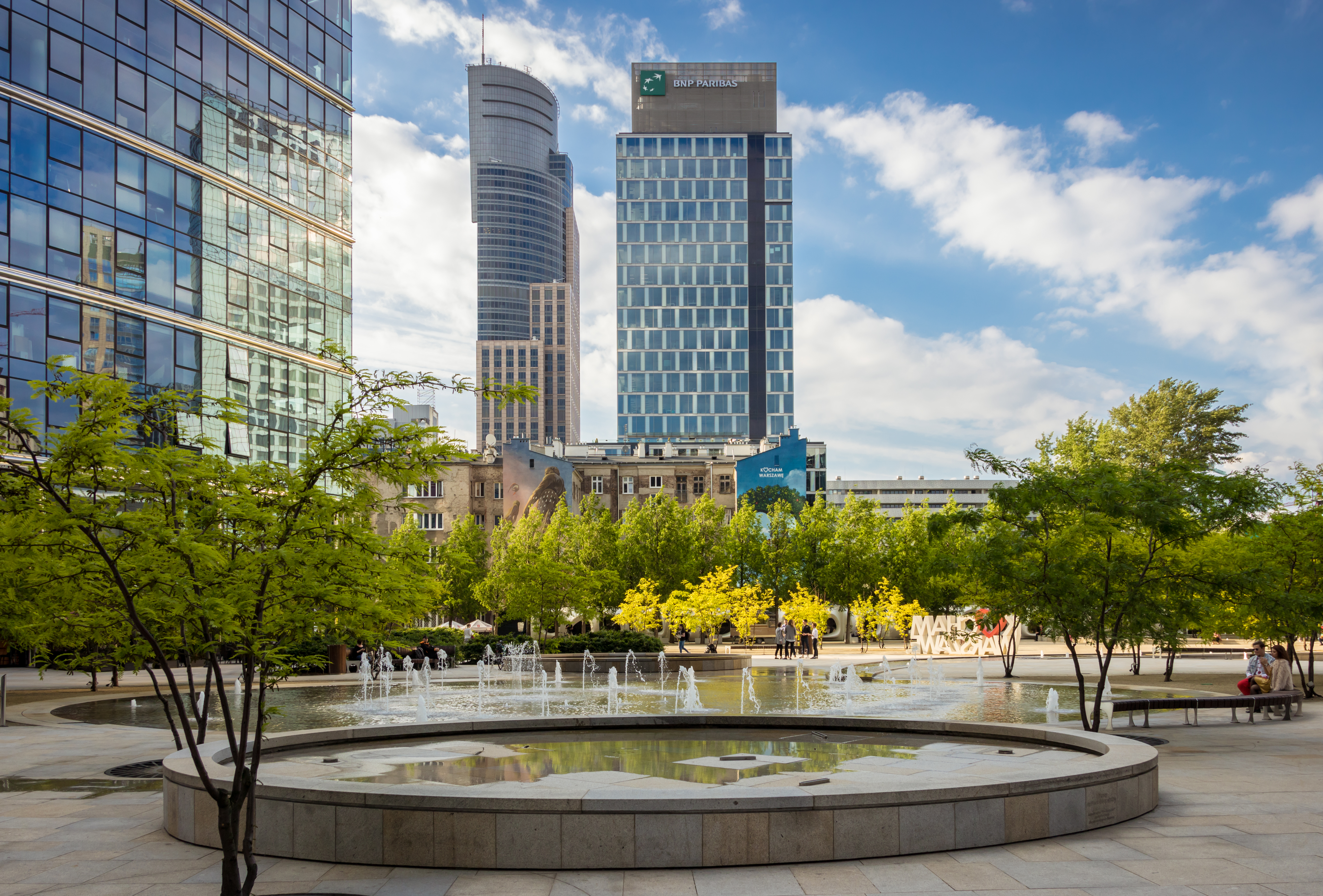
Arredores do complexo em Plac Europejski.

Localizada no distrito de Wola em Varsóvia, o complexo consiste em uma torre principal de 220 metros com uma fachada de vidro em forma de hiperboloide, a Warsaw Spire A, e dois edifícios auxiliares de 55 metros, a Warsaw Spire B e C. A torre principal é o terceiro edifício mais alto da Polônia (após o Varso Tower e o Palácio da Cultura e Ciência).
O projeto do arranha-céu e dos edifícios adjacentes foi desenvolvido pelo escritório de arquitetura belga Jaspers-Eyers Architects, em cooperação com a Projekt Polsko-Belgijska Pracownia Architektury polonês-belga. Ao redor dos edifícios, há uma grande praça aberta, com áreas verdes e elementos aquáticos.
A Agência Europeia de Fronteira e Guarda Costeira (FRONTEX) tem sua sede na Warsaw Spire B.

## Construção

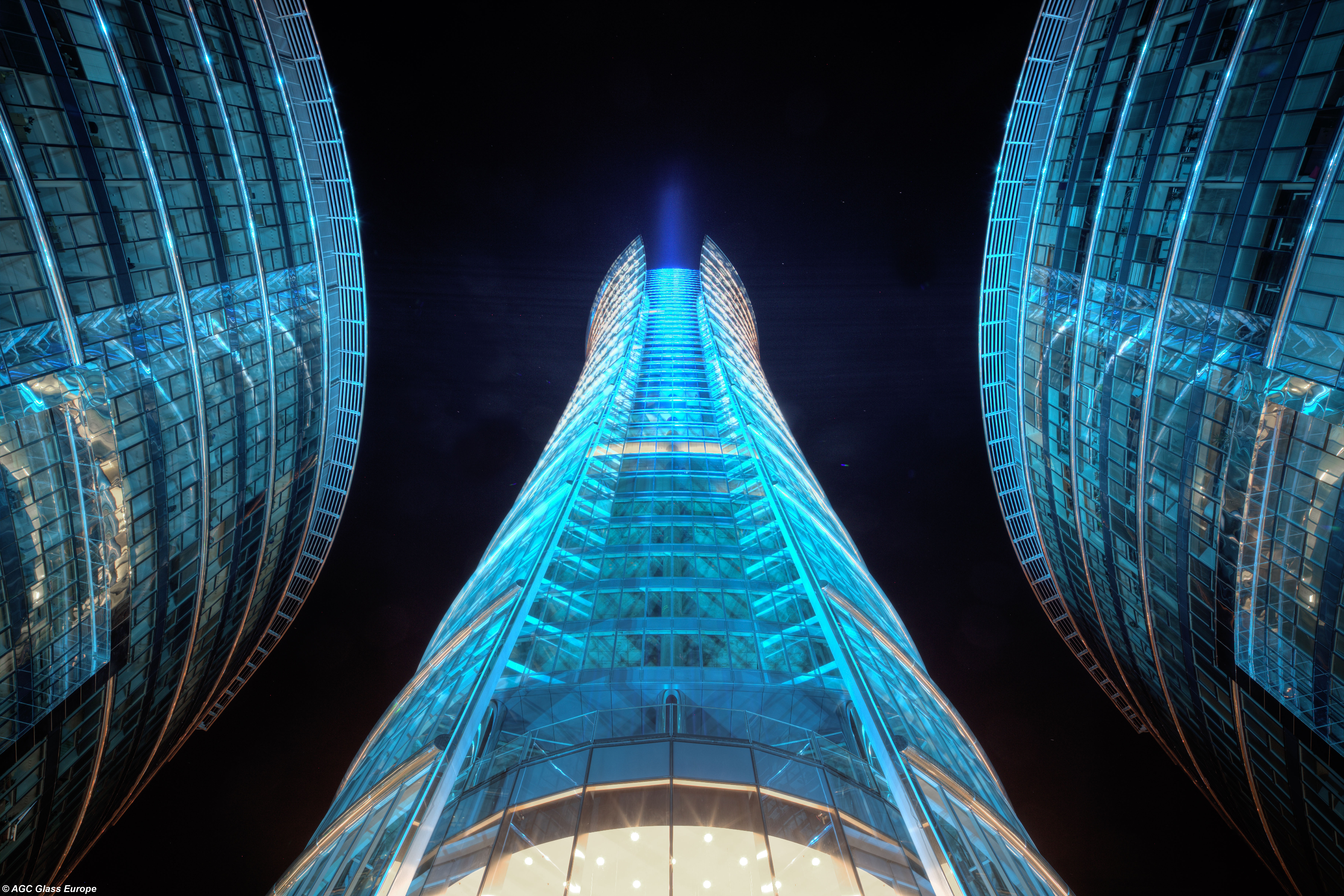
Warsaw Spire durante sua inauguração, 12 de maio de 2016

As obras de construção começaram em meados de 2011 com a instalação de paredes diafragma em cinco pisos subterrâneos, onde foi construído um estacionamento. Em 3 de julho de 2014, um incêndio irrompeu no telhado de um dos edifícios mais baixos do complexo, causando danos limitados.

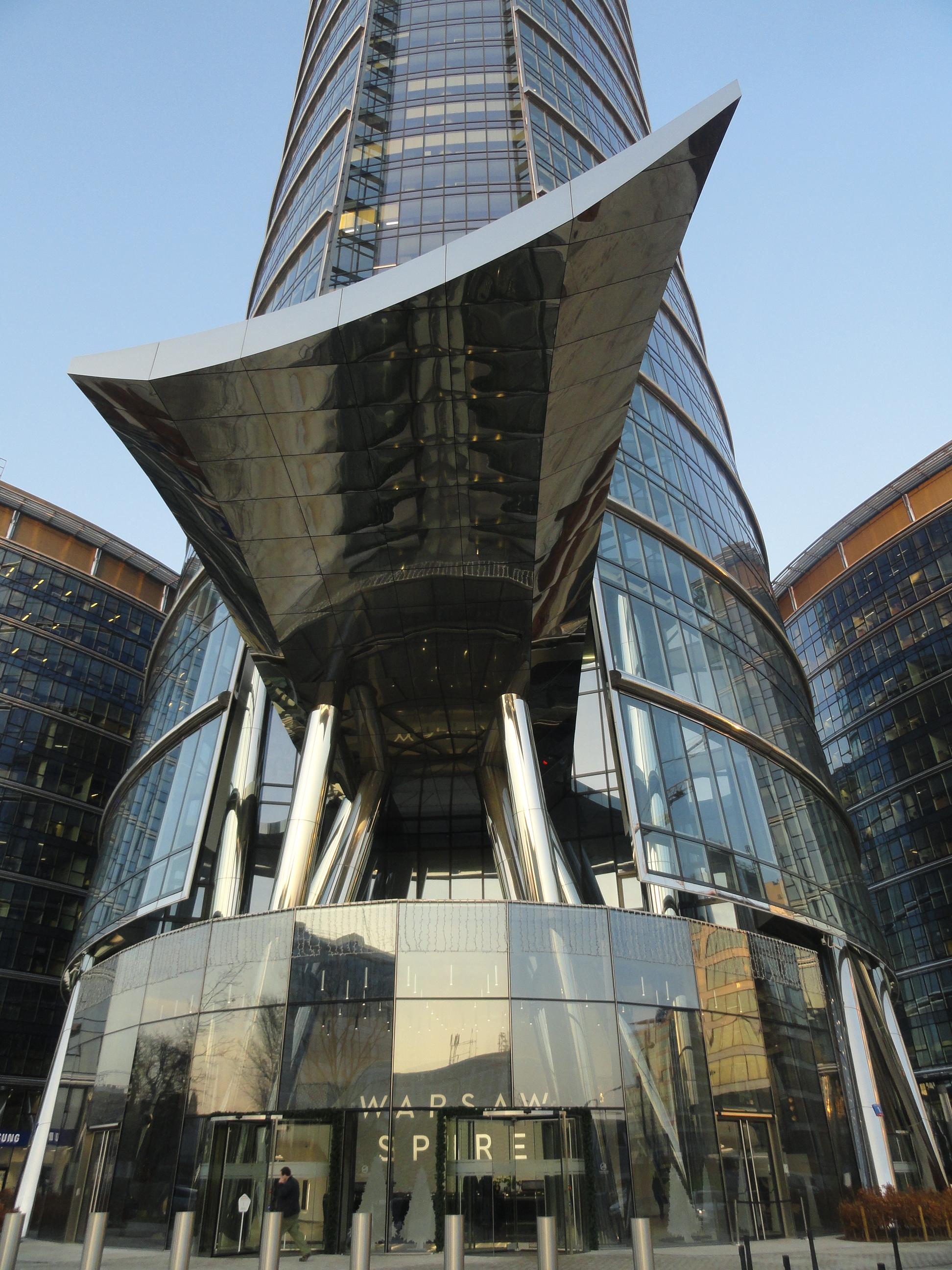
Entrada da torre.

Em dezembro de 2014, uma grande placa de néon com as palavras "Kocham Warszawę" ("Eu amo Varsóvia") foi instalada pela empresa belga de iluminação criativa e design visual, Painting with Light, e colocada nos andares superiores da torre principal parcialmente construída. Em abril de 2015, após a montagem das agulhas, o arranha-céu atingiu sua altura máxima de 220 metros. Uma cerimônia de finalização foi realizada na Warsaw Spire em 24 de abril de 2015.
A placa de néon do edifício foi temporariamente removida no início de julho de 2015 devido ao progresso na montagem da fachada. Uma versão mais avançada da placa retornou permanentemente ao topo da torre em maio de 2016 para a inauguração do edifício.

## Prêmios
Em dezembro de 2011, o Warsaw Spire ganhou o Eurobuild Awards 2011 na categoria "Projeto arquitetônico de destaque do ano na Polônia".
Em março de 2014, o complexo recebeu o certificado Método de Avaliação Ambiental do Building Research Establishment (BREEAM) "Excelente" durante a Feira Internacional de Propriedades MIPIM em Cannes, França.
Em 2017, o edifício recebeu o prêmio MIPIM de Melhor Escritório e Desenvolvimento de Negócios do mundo durante a MIPIM International Property Fair.